# Lac de Guilvinec
Pour les articles homonymes, voir Guilvinec.
Le lac de Guilvinec est un lac de la Grande Terre des îles Kerguelen, dans les Terres australes et antarctiques françaises (TAAF).

## Géographie
Le lac est situé à l'ouest sur le Plateau Central à 35 mètres d'altitude, juste au nord et parallèle au fjord Bossière qui marque l'extrémité occidentale du golfe du Morbihan.
Le lac a une longueur d'un peu plus de 6 km pour une largeur variant d'environ 400 m à ses extrémités à 1 km dans sa partie centrale. Comme beaucoup de lacs du Plateau Central, il a une direction générale nord-ouest/sud-est avec un léger coude nord/sud dans sa partie centrale.

## Toponymie
Le nom du lac date de la reconnaissance de Polian et Rens de 1961. Il rend hommage au port de pêche breton homonyme.